# Bahrainisch-portugiesische Beziehungen
Die bahrainisch-portugiesischen Beziehungen beschreiben das zwischenstaatliche Verhältnis von Bahrain und Portugal. Die Länder unterhalten seit 1976 direkte diplomatische Beziehungen.
Ihre bilateralen Beziehungen gelten als gut, jedoch noch wenig entwickelt. Neben der historischen Präsenz Portugals im 16. und 17. Jahrhundert sind heute vor allem der noch ausbaufähige Warenaustausch und die Zusammenarbeit in internationalen Organisationen zu nennen, insbesondere die verschiedenen UN-Körperschaften.
Im Jahr 2014 waren auf der arabischen Inselgruppe Bahrain 67 portugiesische Staatsbürger konsularisch registriert, im Jahr 2015 waren vier Bürger Bahrains in Portugal gemeldet, zwei im Distrikt Porto und zwei im Distrikt Portalegre.

## Geschichte

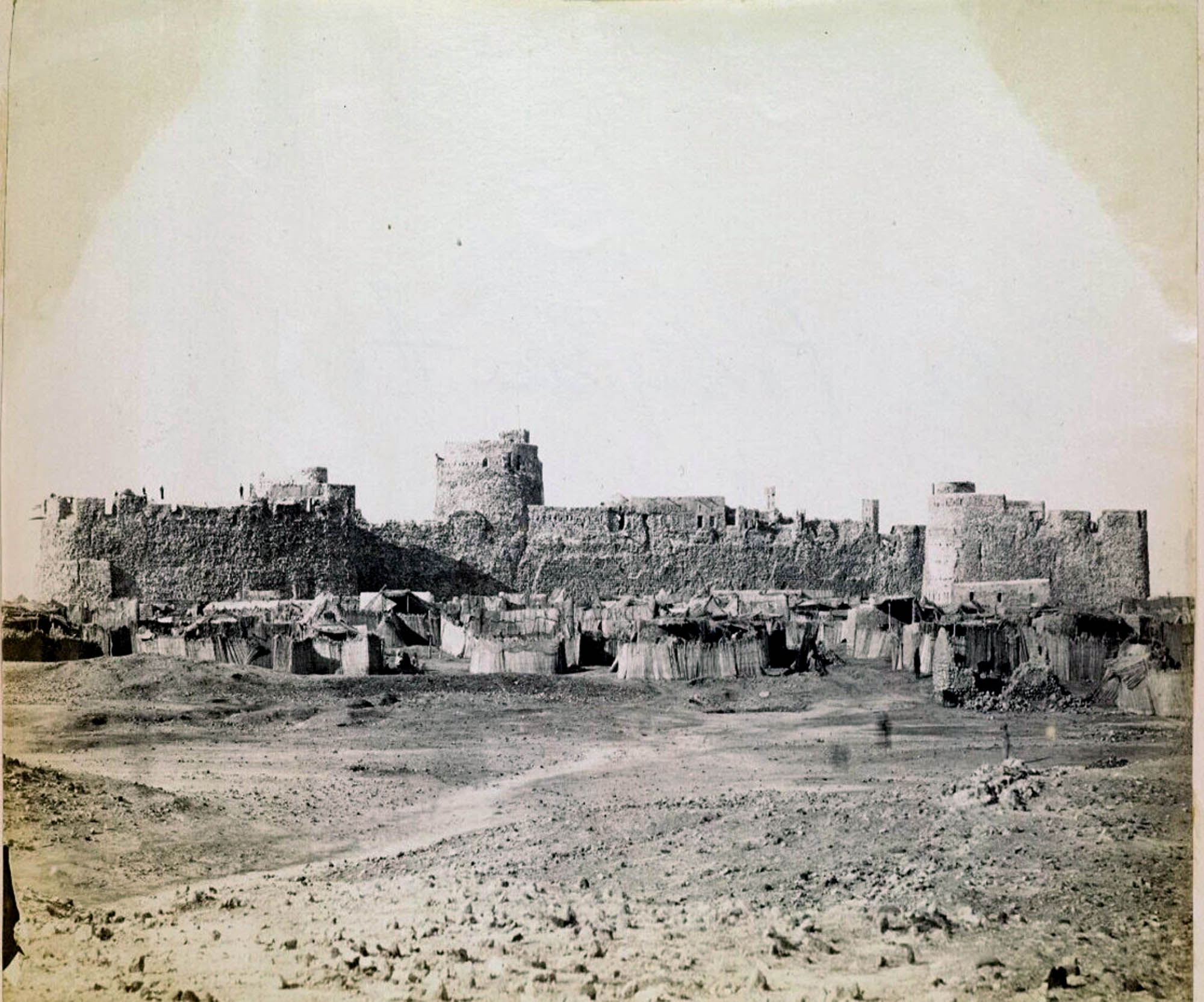
Das portugiesische Fort von Bahrain um 1870, seit 2005 Teil der UNESCO-Welterbeliste

Portugals Admiral Afonso de Albuquerque baute ab 1507 im Persischen Golf und im Golf von Oman ein Handelsnetz für den portugiesischen Indienhandel auf. Zentraler Dreh- und Angelpunkt war die persische Insel Hormus, von der die Stützpunkte kontrolliert und verwaltet wurden.
Zu den Orten und Faktoreien, die Albuquerque unterwarf oder neu errichtete, gehörten auch Ortschaften des heutigen Bahrain, dessen Gebiet ab 1515 portugiesisch wurde. Zu nennen ist insbesondere das portugiesische Fort Qalʿat al-Bahrain. Um 1621 kamen die Inseln des heutigen Bahrain wieder unter persische Hoheit. Nach dem endgültigen Verlust von Hormus 1622 an die persische Safawidendynastie verlagerten die Portugiesen ihren regionalen Hauptsitz nach Maskat, bis sie um 1650 ganz aus der Region vertrieben wurden. Fortan kamen die Inseln Bahrains wie die ganze Region unter britischen Einfluss.
Nach der Unabhängigkeit Bahrains von Großbritannien 1971 ging das Land am 10. Juli 1976 mit Portugal diplomatische Beziehungen ein. Am 10. Juli 1989 akkreditierte sich mit José Manuel Waddington de Matos Parreira, Portugals Vertreter in Saudi-Arabien, erstmals ein portugiesischer Botschafter in Bahrain. Gegenseitige Botschaften eröffneten die Länder danach nicht.
Die UNESCO nahm das portugiesische Fort von Qalʿat al-Bahrain 2005 in ihre Liste des Weltkulturerbes auf.
Im Rahmen eines Besuch des portugiesischen Staatssekretärs Jorge Costa Oliveira im Mai 2016 beim bahrainischen Außenminister Abdullah Abdullatif Abdullah loteten beide Länder Möglichkeiten zur Steigerung der bilateralen Handelsbeziehungen aus und bekräftigten die beiderseitigen Absichten, die Beziehungen ihrer Länder grundsätzlich zu vertiefen. Am Rande der 71. UN-Generalversammlung traf der bahrainische Außenminister im September 2016 danach mit seinem portugiesischen Kollegen Augusto Santos Silva zusammen, um ebenfalls die beiderseitigen Beziehungen zu vertiefen.

## Diplomatie
Portugal unterhält keine Botschaft in Bahrain, sondern ist dort mit seinem Botschafter in der saudischen Hauptstadt Riad doppelakkreditiert. Auch portugiesische Konsulate sind nicht in Bahrain eingerichtet.
Bahrain unterhält ebenfalls keine eigene Vertretung in Portugal, neben seiner Botschaft in der französischen Hauptstadt Paris führt Bahrain in Brüssel eine Vertretung für die Staaten der EU. Auch Konsulate unterhält Bahrain keine in Portugal.

## Wirtschaft

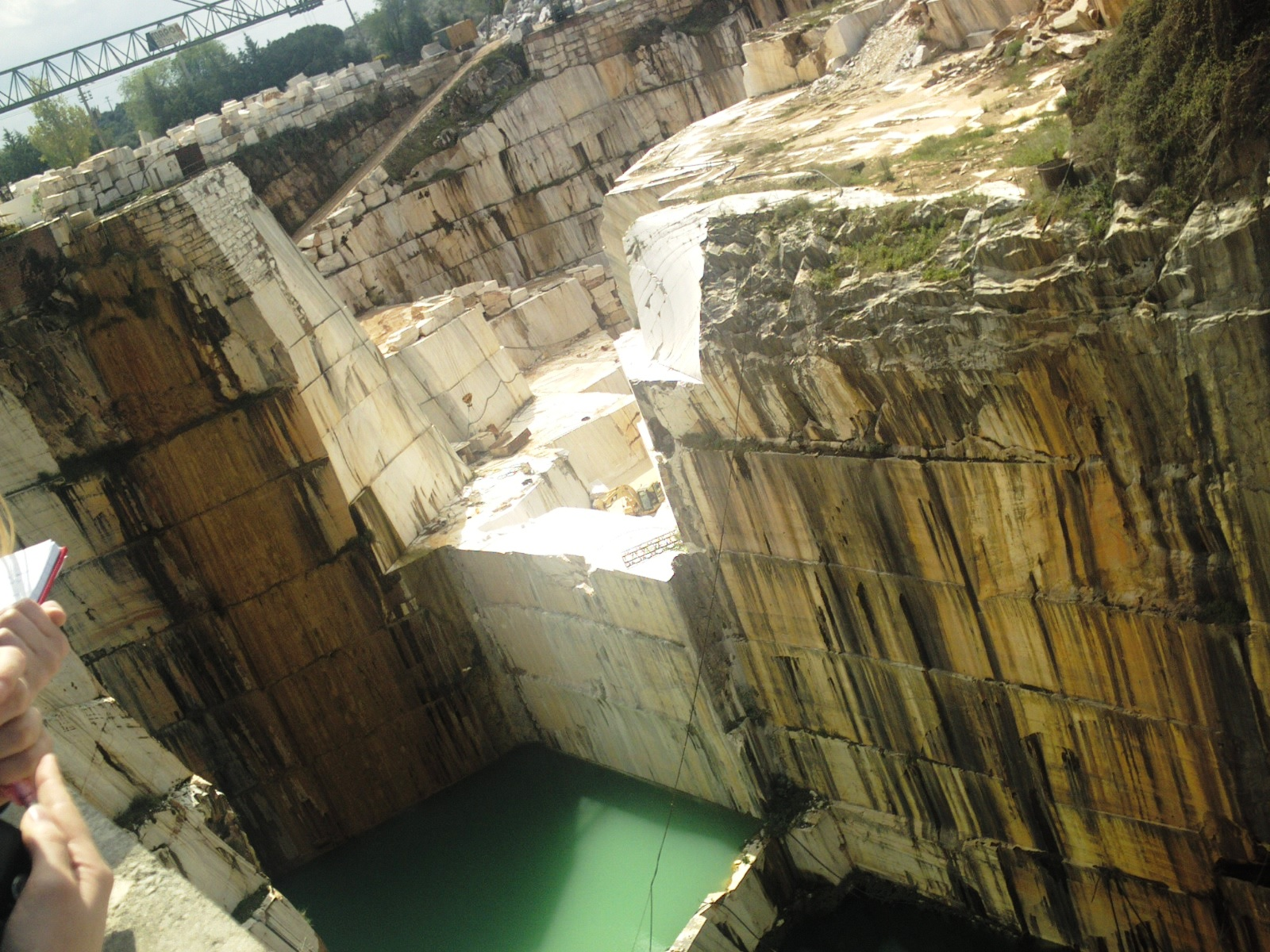
Steinbruch bei Estremoz: zu den wichtigsten Ausfuhren Portugals nach Bahrain gehört Marmor

Die portugiesische Außenhandelskammer AICEP unterhält keine Niederlassung in Bahrain, zuständig ist das AICEP-Büro an der portugiesischen Botschaft in Saudi-Arabien.
Im Jahr 2016 exportierte Portugal Waren und Dienstleistungen im Wert von 5,3 Mio. Euro nach Bahrain (2015: 30,4 Mio.; 2014: 7,2 Mio.; 2013: 3,6 Mio.; 2012: 4,3 Mio.). Die wichtigsten Warengruppen waren mit 21,6 % Minerale und Erze (insbesondere Steinwaren und Baumaterial), 17,6 % Maschinen und Geräte (insbesondere Telekommunikationsgeräte), 14,1 % Metallwaren, 13,8 % Bekleidung und 7,5 % landwirtschaftliche Erzeugnisse.
Im gleichen Zeitraum lieferte Bahrain Waren im Wert von 0,3 Mio. Euro an Portugal (2015: 0,6 Mio.; 2014: 1,1 Mio.; 2013: 3,5 Mio.; 2012: 0,0 Mio.). Die wichtigsten Gütergruppen waren dabei mit einem Anteil von 43,5 % Minerale und Erze (insbesondere Glasfasern), 41,6 % Kunststoffe (insbesondere Folien), 6,2 % Maschinen und Geräte, 6,0 % textile Materialien und 1,6 % Fahrzeuge und Fahrzeugteile.
Damit war Bahrain für den portugiesischen Außenhandel an 118. Stelle bei den Abnehmern und an 154. Stelle bei den Lieferanten, während Portugal im bahrainischen Außenhandel an 111. Stelle unter den Abnehmern und an 52. Stelle unter den Lieferanten stand.

## Sport
Die Bahrainische Fußballnationalmannschaft und die Portugiesische Nationalelf sind bisher noch nicht aufeinander getroffen (Stand Februar 2017).
Die U-20-Auswahl Bahrains nahm an der Qualifikationsrunde für die Junioren-Fußballweltmeisterschaft 1991 in Portugal teil, konnte sich jedoch nicht qualifizieren.